# نبردناو ناگاتو
نبردناو ناگاتو (به انگلیسی: Japanese battleship Nagato) یک کشتی بود که طول آن ۲۱۵٫۸ متر (۷۰۸ فوت ۰ اینچ) بود. این کشتی در سال ۱۹۱۹ ساخته شد.